# Desert Northern Hell
Desert Northern Hell är det norska black metal-bandet Tsjuders tredje studioalbum, utgivet 2004 av skivbolaget Season of Mist.

## Låtlista
1. "Malignant Coronation" – 3:11
2. "Ghoul" – 6:29
3. "Possessed" – 3:54
4. "Lord of Swords" – 4:14
5. "Helvete" – 3:14
6. "Mouth of Madness" – 8:00
7. "Unholy Paragon" – 5:39
8. "Sacrifice" (Bathory-cover) – 3:30
9. "Morbid Lust" – 11:19

- Text: Nag (spår 1, 3, 5), Draugluin (spår 2, 4, 7, 9), Drakehov (spår 6), Quorthon (spår 8)
- Musik: Nag (spår 1, 3, 5), Draugluin (spår 2, 4, 6, 7, 9), Quorthon (spår 8)

## Medverkande
Musiker (Tsjuder-medlemmar)
- Nag (Jan-Erik Romøren) – sång, basgitarr
- Draugluin (Halvor Storrøsten) – gitarr
- Anti-Christian (Christian Håpnes Svendsen) – trummor

Bidragande musiker
- Drakehov (Bjørn T. Skjæveland) – sångtext

Produktion
- Harald Værnor – producent, ljudtekniker, ljudmix
- Tsjuder – producent, foto
- Jérôme Cros – omslagsdesign
- Klaudiusz Witczak – omslagskonst
- Christophe Szpajdel – logo